# Silvano (opera)
Silvano è un'opera lirica di Pietro Mascagni, su libretto di Giovanni Targioni-Tozzetti, ispirato ad un romanzo di Alphonse Karr. Fu rappresentato al Teatro alla Scala di Milano il 25 marzo 1895.
L'opera, definita in partitura dramma marinaresco, costituisce il ritorno di Mascagni al genere dell'opera verista da lui stesso inaugurato con Cavalleria rusticana. Lo scarso successo fu imputato ora al libretto ora all'insufficiente impatto emozionale della musica. Mascagni stesso definì il Silvano «due atti di piccola roba».

## Trama
Silvano, pescatore diventato contrabbandiere per far fronte alla miseria, ritorna al suo paese dopo essere uscito di prigione. Scopre che la fidanzata Matilde ha frattanto ceduto all'amore di Renzo, pescatore dai modi violenti. Matilde è in procinto di lasciare Renzo, ma quando Silvano sorprende gli amanti assieme, uccide Renzo con un colpo di pistola.